# Jason Donovan
Jason Sean Donovan (Melbourne; 1 de junio de 1968) es un actor y cantante australiano, más conocido por haber interpretado a Scott Robinson en la serie Neighbours.

## Biografía
Jason es hijo del actor australiano Terence Donovan y de Sue McIntosh, una experiodista de las noticias de la ABC; sin embargo sus padres se divorciaron en 1973. Más tarde su padre se casó con Marlene Saunders en 1980 cuando Jason apenas tenía 11 años.
Tiene tres medios hermanos Paul Donovan, Katherine McIntosh, Olivia McIntosh y la actriz Stephanie McIntosh.
Jason salió con la actriz y cantante australiana Kylie Minogue.
En 1998 comenzó a salir con Angela Malloch, el 28 de marzo de 2000 tuvieron su primera hija, Jemma y el 23 de marzo de 2001 a su hijo, Zach. El 25 de mayo de 2008 Jason y Angela se casaron en Bali. El 9 de marzo de 2011 la pareja le dio la bienvenida a su tercer hijo, Molly Donovan.

## Trayectoria
En 1980 apareció como invitado de la serie Skyways donde dio vida al hermano de Robin (Kylie Minogue).
En 1986 se unió al elenco de la exitosa serie australiana Neighbours en donde interpretó a Scott Robinson hasta el 18 de mayo de 1989 después de que su personaje decidiera mudarse a Queensland con su esposa Charlene Ramsay (Kylie Minogue).
Anteriormente el personaje de Scott había sido interpretado por Darius Perkins en 1985. Después de que Scott y Charlene se casaran, ella obtuvo un aprendizaje en Brisbane y se vio obligada a dejar Erinsborough y más tarde Scott la siguió. Por su actuación Jason ganó tres premios logie en las categorías de nuevo actor más popular en 1987, mejor actor en 1988 y mejor actor en una serie en 1990.
De 1990 a 1994 participó en películas como Joseph and the Amazing Technicolour Dreamcoat, Andrew Lloyd Webber: The Premiere Collection Encore, Galleria, Shadows of the Heart donde interpretó a Alex Fargo y en Rough Diamonds donde dio vida a Mike Tyrell.
En el 2011 aparecerá en la película de horror Back2Hell en donde interpretará a Gary.

## Música
Como cantante obtuvo una gran fama con la producción de Stock, Aitken y Waterman en 1988 bajo el sello PWL, llegando a hacer un dueto musical con Kylie Minogue. 
En toda su carrera musical vendió aproximadamente treinta millones de copias de discos en todo el mundo. Una de sus canciones más conocidas es Sealed With A Kiss (1989), una versión de Brian Hyland.

## Filmografía

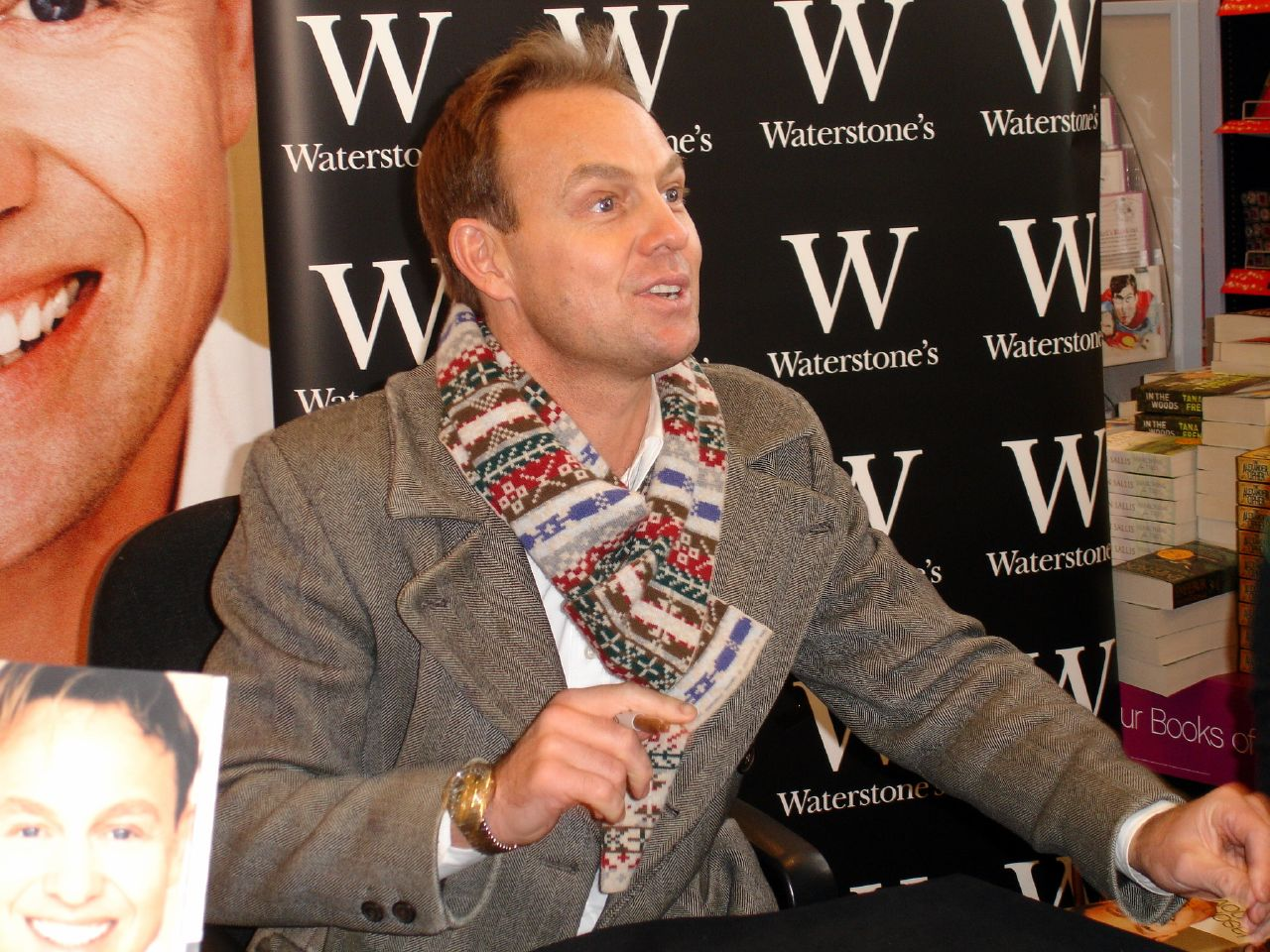
Jason Donovan firmando autógrafos de su autobiografía en el 14 de diciembre de 2007

### Series de televisión
| Año         | Título         | Personaje        | Notas                              |
| ----------- | -------------- | ---------------- | ---------------------------------- |
| 2014        | Boj            | Pops             | 50 episodios + 1 episodio especial |
| 2008        | Echo Beach     | Daniel Marrack   | 12 episodios                       |
| 2002 - 2003 | MDA            | Richard Savage   | 44 episodios                       |
| 1986 - 1989 | Neighbours     | Scott Robinson   | 400 episodios                      |
| 1985        | Golden Pennies | Sean             | episodio # 1.8                     |
| 1983        | Home           | -                | tv serie                           |
| 1980        | Skyways        | Hermano de Robin | 2 episodios                        |

### Películas
| Año  | Título                          | Personaje           | Notas                                                  |
| ---- | ------------------------------- | ------------------- | ------------------------------------------------------ |
| 2011 | Back2Hell                       | Gary                | junto a Christopher Lee                                |
| 2010 | Konferenz der Tiere             | Toby                | prestó su voz para el personaje                        |
| 2008 | Buzz! Quiz                      | Voz de Buzz         | prestó su voz para el personaje                        |
| 2006 | Buzz! The Big Quiz              | Voz de Buzz         | prestó su voz para el personaje                        |
| 2005 | Vietcong 2                      | Oficial Australiano | prestó su voz para el personaje                        |
| 2005 | Buzz! The Mudic Quiz            | Voz de Buzz         | prestó su voz para el personaje                        |
| 2004 | Loot                            | Jon Peregrine       | junto a Barry Otto y Tara Morice                       |
| 2003 | Ned                             | Padre Thompson      | junto a Josef Ber y Michala Banas                      |
| 2003 | Horseplay                       | Henry               | junto a Hugo Weaving, Marcus Graham y Abbie Cornish    |
| 2002 | Tempe Tip                       | Max                 | junto a Helen Dallimore y Gary Sweet                   |
| 2000 | Sorted                          | Martin              | junto a Matthew Rhys y Sienna Guillory                 |
| 1996 | The Sun, the Moon and the Stars | Pat                 | -                                                      |
| 1995 | The Last Bullet                 | Stanley Brennan     | junto a Anthony Hayes                                  |
| 1990 | Shadows of the Heart            | Alex Fargo          | junto a Nadine Garner, William McInnes y Marcus Graham |
| 1990 | Prisioner of the Sun            | Soldado Talbot      | junto a Russell Crowe                                  |
| 1988 | The Heroes                      | Happy Huston        | junto a Tom Considine, Cameron Daddo y David Wenham    |
| 1981 | I Can Jump Puddles              | Freddy              | junto a Lewis Fitz-Gerald y Tony Barry                 |

### Apariciones
| Año             | Programa       | Notas |
| --------------- | -------------- | ----- |
| 2012 - presente | I Will Survive | juez  |

### Videojuegos
| Año  | Título     | Personaje | Notas                           |
| ---- | ---------- | --------- | ------------------------------- |
| 2011 | Evil Calls | Gary      | prestó su voz para el personaje |

### Teatro
| Año  | Obra                             | Personaje         | Director       | Teatro                 | Notas                                                         |
| ---- | -------------------------------- | ----------------- | -------------- | ---------------------- | ------------------------------------------------------------- |
| 2011 | The Sound of Music               | Capitán Von Trapp | -              | Leeds Grand Theatre    | junto a Verity Rushworth                                      |
| 2009 | ''Priscilla, Queen of the Desert | Tick              | Simon Phillips | Palace Theatre, London | junto a Tony Sheldon, Oliver Thornton y Clive Carter          |
| 2006 | Festen                           | -                 | Simon Phillips | Fairfax Studio         | junto a Kat Stewart, Ditch Davey, Nicholas Bell y Kim Gyngell |

### Discografía
- 1989 - Ten Good Reasons
- 1990 - Between the Lines
- 1991 - Greatest Hits
- 1991 - Joseph and the Amazing Technicolor Dreamcoat
- 1993 - All Aroun' the World
- 1998 - The New Rocky Horror Picture Show
- 1999 - The Very Best of Jason Donovan
- 2008 - Let It Be Me
- 2010 - Soundtrack Of The 80's
- 2012 - Sign of your love

## Premios y nominaciones
| Año  | Categoría                                   | Premio             | Serie o Canción | Resultado |
| ---- | ------------------------------------------- | ------------------ | --------------- | --------- |
| 1990 | Most Popular Actor in a Miniserie/Telemovie | Logie Award        | The Heroes      | Ganó      |
| 1988 | Most Popular Actor                          | Silver Logie Award | Neighbours      | Ganó      |
| 1987 | Most Popular New Talent                     | Logie Award        | Neighbours      | Ganó      |